# Gara Simeria Triaj
Gara Simeria Triaj este o gară care deservește orașul Simeria, județul Hunedoara, România.